# Hesperoptenus doriae
Hesperoptenus doriae là một loài động vật có vú trong họ Dơi muỗi, bộ Dơi. Loài này được Peters mô tả năm 1868.